# مای کاستلو
مای کاستلو (انگلیسی: Mae Costello؛ ۱۳ اوت ۱۸۸۲ – ۲ اوت ۱۹۲۹) یک هنرپیشه اهل ایالات متحده آمریکا بود.